# Гиперборея (цикл)
«Гиперборея» — цикл романов Юрия Никитина включает четыре произведения:
- 1998 — «Князь Рус»
- 1998 — «Ингвар и Ольха»
- 1998 — «Князь Владимир» (в двух томах)
- 1979 — «Золотая шпага» («Шпага Александра Засядько»)

Цикл показывает историю с нового угла, смешивая былины и легенды с чувствами людей. Особенно стоит отметить то, как автор обращается с историей Древней Руси — в своей особой манере юмора и вольности. История предстает перед читателем в контексте культуры описываемого времени.
В романе «Князь Рус» автор повествует о братьях Чехе, Лехе и Русе — детях великого царя Пана. Они уходят в северную Гиперборею захватив с собой всего лишь нескольких друзей и приспешников, гонимые врагами и недоброжелателями. Гиперборея же не пуста, и братьям приходится воевать за право владеть этой землёй.
В романе «Ингвар и Ольха» события разворачиваются в IX веке новой эры, когда в земли восточных славян врывается племя русов. Среди них — Ингвар, сын Рюрика, Вещий Олег — лучший воевода, и возлюбленная Ингвара, древлянская княгиня Ольха.
Роман в двух томах «Князь Владимир» — произведение про третьего сына князя Святослава, который, однажды увидев принцессу Анну, дочь византийского императора, поклялся добиться её руки. А для этого, он собирается захватить престол и стать подобным ей. Роман является исторически достоверным, за исключением двух лет жизни князя Владимира, о которых почти ничего не известно.
В романе «Золотая шпага» описывается жизнь российского офицера Александра Засядько.